# Бауманська (станція метро)
55°46′20″ пн. ш. 37°40′44″ сх. д. / 55.77222° пн. ш. 37.67889° сх. д.
«Бауманська» (рос. Бауманская) — станція Арбатсько-Покровської лінії Московського метро. Розташована між станціями «Електрозаводська» і «Курська», на території Басманного району Центрального адміністративного округу Москви.
Відкрита 18 січня 1944 у складі черги «Курська» — «Ізмайлівська» (третя черга будівництва). Назву отримала на честь Н. Е. Баумана.

## Оздоблення

### Вестибюль
Наземний вестибюль виконано у вигляді порталу з чотирма гранітними колонами і оздоблений мармуром «газган» зсередини і керамічною плиткою зовні. У вестибюлі розташовані каси, а також вхід і вихід, рознесені по різних стінах. Біля виходу на високому гранітному постаменті встановлено бюст Н. Е. Баумана (скульптор А. П. Шликов). Над ескалаторним ходом розташовується майолікове мозаїчне панно «Слава Радянській Армії» (автор І. М. Рабинович) і висічена цитата І. В. Сталіна про армію. На фасаді над склепінчастими дверима розташовані рельєфні зображення панорами Червоної площі і солдатів різних видів військ.

### Станція
Пілони оздоблені білим мармуром «газган». На пілонах з боку центрального залу є вставки з червоного шокшинського кварциту, між якими встановлені скульптури захисників Батьківщини і трудівників тилу в часи Великої Вітчизняної війни. Підлога викладена сірим, чорним і червоним гранітом. Колійні стіни оздоблені сірим і чорним мармуром. Вентиляційні отвори приховані фігурними бронзовими і мармуровими ґратами. Світильники в центральному залі розташовуються за широкими карнизами в 4 ряди — безпосередньо над пілонами і на склепінні.

## Ескалатори
На станції працюють найстаріші на сьогоднішній день ескалатори Московського метро — три ескалатори типу Н-40-III, встановлені в 1944 році. Вони ж є найстарішими діючими тунельними ескалаторами в світі. Заміна ескалаторів планувалася ще з кінця 2000-х, але так і не була реалізована через постійні зміни планів будівництва другого вестибюля станції.

## Технічна характеристика
Конструкція станції — пілонна трисклепінна (глибина закладення — 32,5 м). Споруджена за типовим проектом. Діаметр центрального залу — 9,5 м, діаметр бічних залів — 8,5 м.

## Колійний розвиток
Станція без колійного розвитку.

## Пересадки
- Автобус: 387, 425, 440, м3, т22, т25, т88, н3;
- Тм: Б, 37, 45, 50